# Speed Stick
Speed Stick est une marque de savon déodorant et d'antitranspirants de Colgate-Palmolive, sous la forme de bâtons.

## Histoire

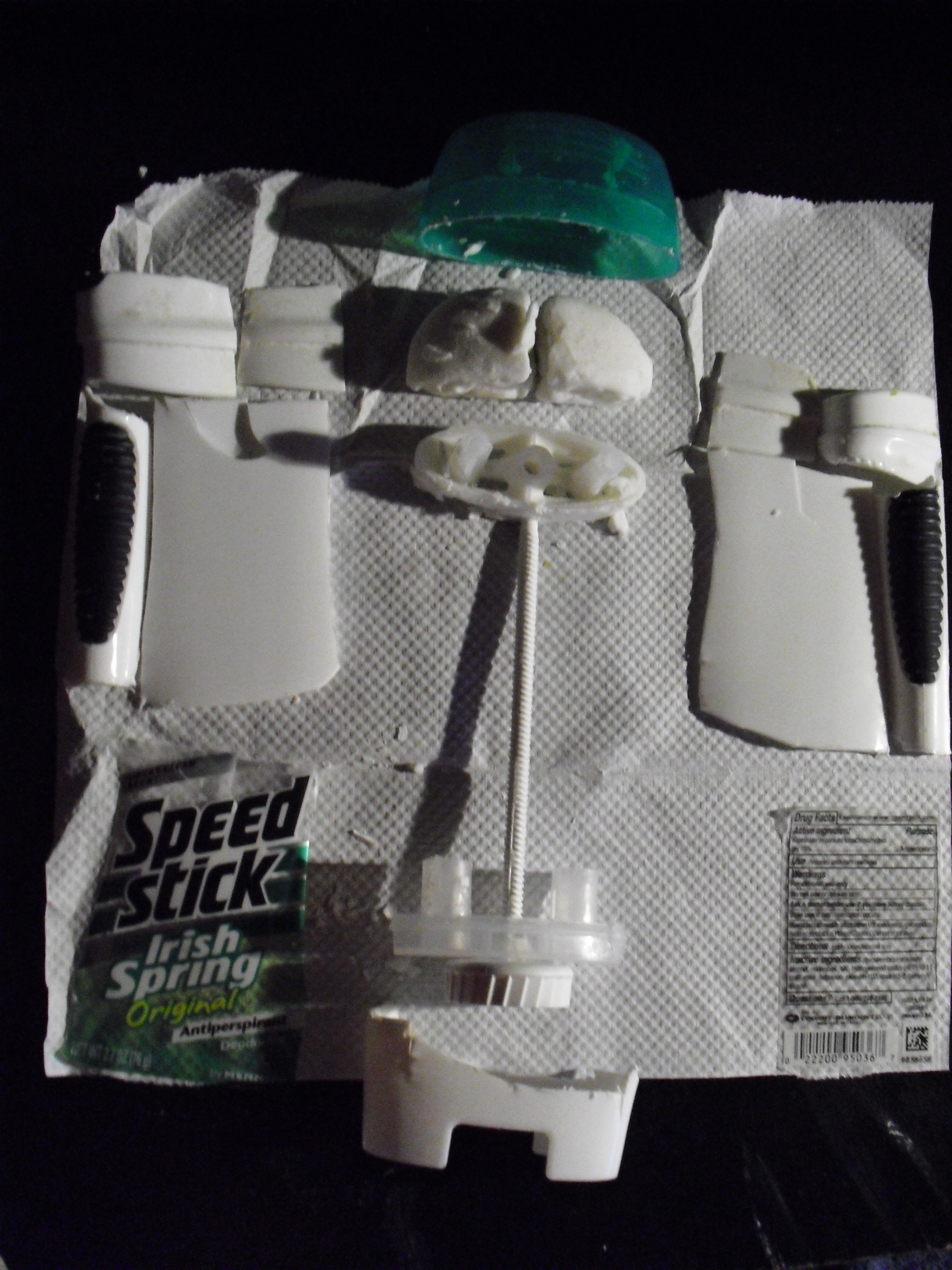
Barre désassemblée de déodorant Speed Stick Irish Spring.

Le Speed Stick a été lancé en 1963 par Mennen. Sa version féminine, le Lady Speed Stick, est mise sur le marché en 1983.

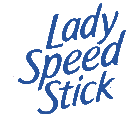
Logo de Lady Speed Stick.